# List 44
List otwarty do Sejmu PRL, od liczby sygnatariuszy zwany także Listem czterdziestu czterech (List 44) – dokument złożony w kancelarii Sejmu PRL 29 kwietnia 1982 (tzn. w czasie, kiedy w Polsce obowiązywał stan wojenny) w proteście przeciw internowaniom i innym represjom, które spotkały działaczy NSZZ Solidarność po wprowadzeniu stanu wojennego 13 grudnia 1981. List podpisało czterdzieścioro czworo przedstawicieli różnych zawodów (m.in. architekci, nauczyciele, lekarze, ekonomiści, inżynierowie, aktorzy), sympatyków "Solidarności", zwłaszcza z regionu jeleniogórskiego.